# Circondario di Iglesias
Il circondario di Iglesias era uno dei circondari in cui era suddivisa la provincia di Cagliari, esistito dal 1859 al 1927.

## Storia
In seguito all'annessione della Lombardia dal Regno Lombardo-Veneto al Regno di Sardegna (1859), fu emanato il decreto Rattazzi, che riorganizzava la struttura amministrativa del Regno, suddiviso in province, a loro volta suddivise in circondari.
Il circondario di Iglesias fu creato come suddivisione della provincia di Cagliari.
Con l'Unità d'Italia (1861) la suddivisione in province e circondari fu estesa all'intera Penisola, lasciando invariate le suddivisioni stabilite dal decreto Rattazzi.
Il circondario di Iglesias fu abolito, come tutti i circondari italiani, nel 1927, nell'ambito della riorganizzazione della struttura statale voluta dal regime fascista. Tutti i comuni che lo componevano rimasero in provincia di Cagliari.

## Suddivisione
Nel 1863, la composizione del circondario era la seguente:
- mandamento I di Carloforte
  - comune di Carloforte
- mandamento II di Fluminimaggiore
  - comune di Fluminimaggiore
- mandamento III di Guspini
  - comuni di Arbus; Guspini
- mandamento IV di Iglesias
  - comuni di Domus Novas; Gonnesa; Iglesias; Musei; Portoscuso
- mandamento V di Santadi
  - comuni di Narcao; Santadi; Serbariu; Tratalias; Villarios
- mandamento VI di Sant'Antioco
  - comuni di Calasetta; Palmas Suergiu; Sant'Antioco
- mandamento VII di Siliqua
  - comuni di Siliqua; Vallermosa; Villamassargia
- mandamento VIII di Teulada
  - comuni di Domus de Maria; Teulada
- mandamento IX di Villacidro
  - comuni di Gonnosfanadiga; Villacidro